# David Rasche
David Rasche (Belleville, Illinois; 7 de agosto de 1944) es un actor estadounidense de cine, televisión y teatro.

## Biografía
Rasche nació en la ciudad de Belleville, Illinois, el 7 de agosto de 1944. Inició su carrera en el teatro, aunque también tuvo apariciones en varias películas y series televisivas. Luego de que John Belushi se fuera a Saturday Night Live, se convirtió en uno de los miembros de la compañía teatral The Second City, de la ciudad de Chicago.
Rasche tiene un título universitario de la Universidad de Chicago. Durante un tiempo trabajó como profesor y escritor antes de involucrarse en el espectáculo de forma completa. También apareció en un especial de la cadena PNS.
En 1974, reunió aproximadamente $1000 dólares para salvar el Teatro Victory Gardens de Chicago. Empezó a actuar en la televisión y películas en 1977 y protagonizó su primera cinta en 1978, An Unmarried Woman, dirigida por Paul Mazursky. Al siguiente año, tuvo una pequeña participación en Manhattan, una comedia de Woody Allen.
Su personaje más famoso llegó con la serie de la década de 1980 Sledge Hammer! (Martillo Hammer, en Latinoamérica). Su inigualable actuación como el detective violento y chauvinista hizo que dicha serie se volviera de culto. Unos años antes, Rasche había participado en la película televisiva de 1983 Special Bulletin, en la cual hace el papel de un terrorista.
Ha participado en pequeños papeles en películas como Cobra, junto a Brigitte Nielsen, emulando el papel de fotógrafo. También protagonizó la sitcom Nurses de la cadena NBC a principios de 1990. Además actuó en las películas The Sentinel, donde interpretó al Presidente Ballentine, y en United 93, basada en los hechos sucedidos el 11 de septiembre de 2001 con el Vuelo 93 de United Airlines que se estrellara en Pensilvania. En esta última película Rasche interpretó a Donald Freeman Greene, un piloto de avionetas que se encontraba como pasajero al momento del secuestro y que se une a los demás en la lucha contra los terroristas secuestradores. También apareció en éxitos de taquilla como Just Married (2003), Burn After Reading (2008) y Men in Black 3 (2012), donde interpretó al Agente X.
Entre 2018 y 2023 interpretó a Karl Muller en la popular serie de HBO Succession.